# イギリス陸軍の編成
イギリス陸軍の編成（イギリスりくぐんのへんせい）では、イギリス陸軍の編成について触れる。

## 作戦機関

### 陸軍司令部
ハンプシャー州アンドーヴァーのマールボロ宿営地に所在するイギリス陸軍の最上級作戦司令部。旧称地上部隊司令部（英語: Headquarters Land Forces）。
2011年に改編され、それまでの陸軍総司令官指揮から、陸軍参謀総長指揮に変更されている。

### 野戦軍
イギリス陸軍の定義で言う「配備可能な」部隊、つまり再編成なしで即座に実戦投入可能な部隊は基本的に野戦軍に所属する。
野戦軍はウィルトシャーのトレンチャード宿営地に司令部を置き、平時および有事に備えた部隊編成等を担当する。
2021年3月に公表された「フューチャーソルジャー」に基づく再編計画が進行中で、2025年の完了を予定している。
以下は、「フューチャーソルジャー」計画に基づく編制。
- 野戦軍司令部（ウィルトシャー・トレンチャード宿営地）
  - 野戦軍部隊（英語版）（ハンプシャー・マールボロ宿営地（英語版））
    - サイバー・電磁波活動影響群（英語版）（ハンプシャー・マールボロ宿営地）
    - 情報監視偵察群（英語版）（ウィルトシャー・トレンチャード宿営地（英語版））
    - 第16空中強襲旅団戦闘団（エセックス・コルチェスター駐屯地（英語版））
    - 第2医療群（英語版）（ノース・ヨークシャー・クイーン・エリザベス兵営（英語版））

  - 第1師団（ノース・ヨークシャー・ヨーク：インパール兵営（英語版））
    - 第4軽旅団戦闘団（英語版）（ノース・ヨークシャー・キャタリック駐屯地（英語版））
    - 第7軽機械化旅団戦闘団（英語版）（ラトランド・ケンドリュー兵営（英語版））
    - 第11治安部隊支援旅団（英語版）（ハンプシャー・オールダーショット駐屯地（英語版））
    - 第19旅団（英語版）（ノース・ヨークシャー・インパール兵営）

  - 第3師団（ウィルトシャー・ブルフォード・キャンプ（英語版））
    - 第1深部偵察打撃旅団戦闘団（英語版）（ウィルトシャー・ティッドワース・キャンプ（英語版））
    - 第12装甲旅団戦闘団（英語版）（ウィルトシャー・ブルフォード・キャンプ）
    - 第20装甲旅団戦闘団（英語版）（ウィルトシャー・ブルフォード・キャンプ）
    - 第7防空群（英語版）（ウェスト・サセックス・ベイカー兵営（英語版））
    - 第25工兵群（英語版）（ウィルトシャー・ブルフォード・キャンプ）
    - 第101作戦維持旅団（英語版）（ハンプシャー・オールダーショット駐屯地）
    - 第1王立憲兵群（英語版）（ハンプシャー・マールボロ宿営地）

  - 第6師団（ウィルトシャー・トレンチャード宿営地）
    - 第77旅団（英語版）（バークシャー・デニソン兵営（英語版））
    - 陸軍特殊作戦旅団（英語版）（ハンプシャー・オールダーショット駐屯地）

### 地域軍（Regional Forces）
諸外国の予備役の一種にあたる非常勤の国防義勇軍を中心として、相対的に非戦闘的な部隊は地域軍に所属する。
- 地域軍本部
  - 第2師団（スコットランド・北アイルランド・北イングランドを担当）
    - 第15旅団（北東イングランド担当）
    - 北アイルランド司令部兼第38旅団（北アイルランドにおける治安作戦（オペレーション・バナー）終結にともない大幅に縮小の上、北アイランド司令部と統合された。三軍合同部隊ではあるが陸軍単独の指揮下にある）
    - 第42旅団（北西イングランド担当）
    - 第51旅団（スコットランド担当）

  - 第4師団（南イングランド担当）
  - 第5師団（中部イングランド・ウェールズ担当）
  - ロンドン管区（大ロンドンおよびロンドンにおける儀仗任務担当）
  - 駐独英軍支援部隊（ドイツ駐留の陸海空軍部隊の支援、ドイツ政府・地元自治体等への連絡と協力）
  - 陸軍訓練募兵師団（各種訓練募兵組織の統括・支援）

## 兵科
イギリス陸軍は、騎兵・歩兵・砲兵等の兵科によって構成される。以下はその概略である。

### 騎兵
騎兵は、王室騎兵隊（Household Cavalry）に所属する近衛騎兵連隊及び王立装甲軍団（Royal Armoured Corps）に所属する重騎兵連隊・軽騎兵連隊・王立戦車連隊によって構成される。兵科の名称自体は騎兵となっているが、これは歴史的呼称を現代に引き継いでいるだけであり、重騎兵・軽騎兵といった区分を含めて実際上の意味はほとんどない。後述の近衛騎兵を除いては実際に乗馬を任務とすることはなく、戦車・装甲偵察・NBC防護及びそれらの訓練を任務としている。
イギリス陸軍の騎兵連隊は本部、4個程度の戦闘中隊及び各種支援部隊で構成されており、実質的には大隊編制である。
近衛騎兵連隊に関してはやや特殊な編制を採っており、王室騎兵隊に所属する管理上の2個連隊であるライフガーズ（Life Guard）とブルーズ・アンド・ロイヤルズから、各々2個中隊を抽出して計4個中隊で構成する王室騎兵連隊（戦闘部隊）と、各1個中隊を抽出して計2個中隊で構成する王室騎兵乗馬連隊（儀仗部隊）を再構成することとなっている。
わざわざ2個連隊から2個連隊を再構成せず、最初から1個連隊を儀仗任務にあて、残る1個連隊を戦闘任務に充てた方が管理効率の観点からは明らかに効率的ではあるが、そうした場合どちらかの連隊の儀仗兵としての伝統が失われてしまうため、それを回避するため、このようなやや複雑な編制となっている。またこのことには女王エリザベス2世本人の直接の意向があったと言われている。
なお、王室騎兵隊は格式の上では王立装甲軍団と同格であるため、ライフガーズ連隊とブルーズ・アンド・ロイヤルズ連隊は形式上は王立装甲軍団には所属しないこととなっている。ただし実質的には一まとめのものとして扱われており、そのため通常は王室騎兵隊および王立装甲軍団という形で併記される。またこの際は必ず王室騎兵隊が王立装甲軍団よりも先に記述されることとなっている。

#### 現在の編制
- 王室騎兵（Household Cavalry）
  - ライフガーズ （The Life Guards）
    - 中隊/王室騎兵乗馬連隊（Household Cavalry Mounted Regiment）へ（儀仗任務）
    - 中隊/王室騎兵連隊へ（実戦任務）
    - 中隊/王室騎兵連隊へ（実戦任務）

  - ブルーズ・アンド・ロイヤルズ（Blues and Royals （Royal Horse Guards and 1st Dragoons））
    - 中隊/王室騎兵乗馬連隊（Household Cavalry Mounted Regiment）へ（儀仗任務）
    - 中隊/王室騎兵連隊へ（実戦任務）
    - 中隊/王室騎兵連隊へ（実戦任務）
- 王立装甲隊（Royal Armoured Corps）
  - 王室騎兵連隊（Household Cavalry Regiment）（偵察）
    - ライフガーズ連隊からの中隊
    - ライフガーズ連隊からの中隊
    - ブルーズ・アンド・ロイヤルズ連隊からの中隊
    - ブルーズ・アンド・ロイヤルズ連隊からの中隊

  - 第1クィーンズ・ドラグーンガーズ（1st The Queen's Dragoon Guards）（偵察）
  - ロイヤル・スコッチ・ドラグーンガーズ（The Royal Scots Dragoon Guards （Carabiniers and Greys））（主力戦車）
  - ロイヤル・ドラグーンガーズ（The Royal Dragoon Guards）（主力戦車）
  - クィーンズ・ロイヤル・ハッサーズ（The Queen's Royal Hussars （The Queen's Own and Royal Irish））（主力戦車）
  - 第9/12ロイヤル・ランサーズ（9th/12th Royal Lancers （Prince of Wales's））（偵察）
  - キングス・ロイヤル・ハッサーズ（The King's Royal Hussars）（主力戦車）
  - ライトドラグーンズ（The Light Dragoons）（偵察）
  - クィーンズ・ロイヤル・ランサーズ（The Queen's Royal Lancers）（偵察）
  - 第1王立戦車連隊（1st Royal Tank Regiment）（対NBC、教育、展示）
  - 第2王立戦車連隊（2nd Royal Tank Regiment）（主力戦車）

### 歩兵

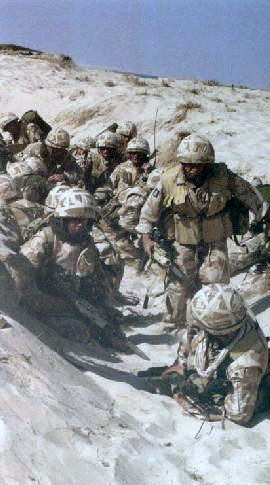
湾岸戦争時、塹壕で訓練中のスタッフォードシャー連隊第1大隊C中隊（第1装甲師団）の兵士たち

歩兵は、近衛師団（Guard Division）に所属する近衛歩兵（Foot Guard）と、キングス師団（King's Dvision）・スコットランド師団（Scottish Division）・プリンス・オブ・ウェールズ師団（Prince of Wales' Division）・クィーンズ師団（Queen's Division）・軽歩兵師団（Light Division）に所属する戦列歩兵（Line Infantry）、およびそのいずれにも所属しない特殊部隊・治安部隊などから構成されている。なお、ここでいう師団は主に新兵の募集や基礎訓練等に責任を負う管理組織であって、戦闘組織としての師団とはまったくことなることに注意する必要がある。
イギリス陸軍の歩兵連隊は、特殊部隊を除いては連隊本部及び1個から最大5個（非現役部隊を含めれば7個）の歩兵大隊によって構成される。特殊部隊以外の歩兵連隊は完全な管理部隊で戦闘の指揮をおこなわない。そのため歩兵大隊が旅団に組み込まれる場合は、連隊ではなく旅団の指揮を受けることとなる。
なお、近衛歩兵の5個連隊に関してはすべて連隊のもとに1個大隊のみを置く編制だが、グレナディアガーズ（Grenadier Guards）・コールドストリームガーズ（Coldstream Guards）・スコッツガーズ（Scots Guards）の3個連隊に関してはこのほかに増強近衛中隊（Guards Incremental Companies）という通年で儀仗任務をおこなう中隊を各1個中隊保有している。
イギリス陸軍の近衛歩兵と戦列歩兵はアームズ・プロット・システム（Arms Plot System）という独特の制度を採用しており、各大隊（連隊ではない）は、装甲歩兵（ウォーリア歩兵戦闘車を使用）・機械化歩兵（サクソン装甲兵員輸送車を使用）・軽歩兵・空中強襲・パブリックデューティー（ロンドンにおける儀仗任務）の各任務を2年から6年の期間でローテーションすることとなっている。この制度は非効率であるためか、現在進行中の2008年を目処とする陸軍の再編成が完了した後は制度自体が廃止され、各大隊はローテーションされない一貫した任務に就くこととなっている。

#### 現在の編制

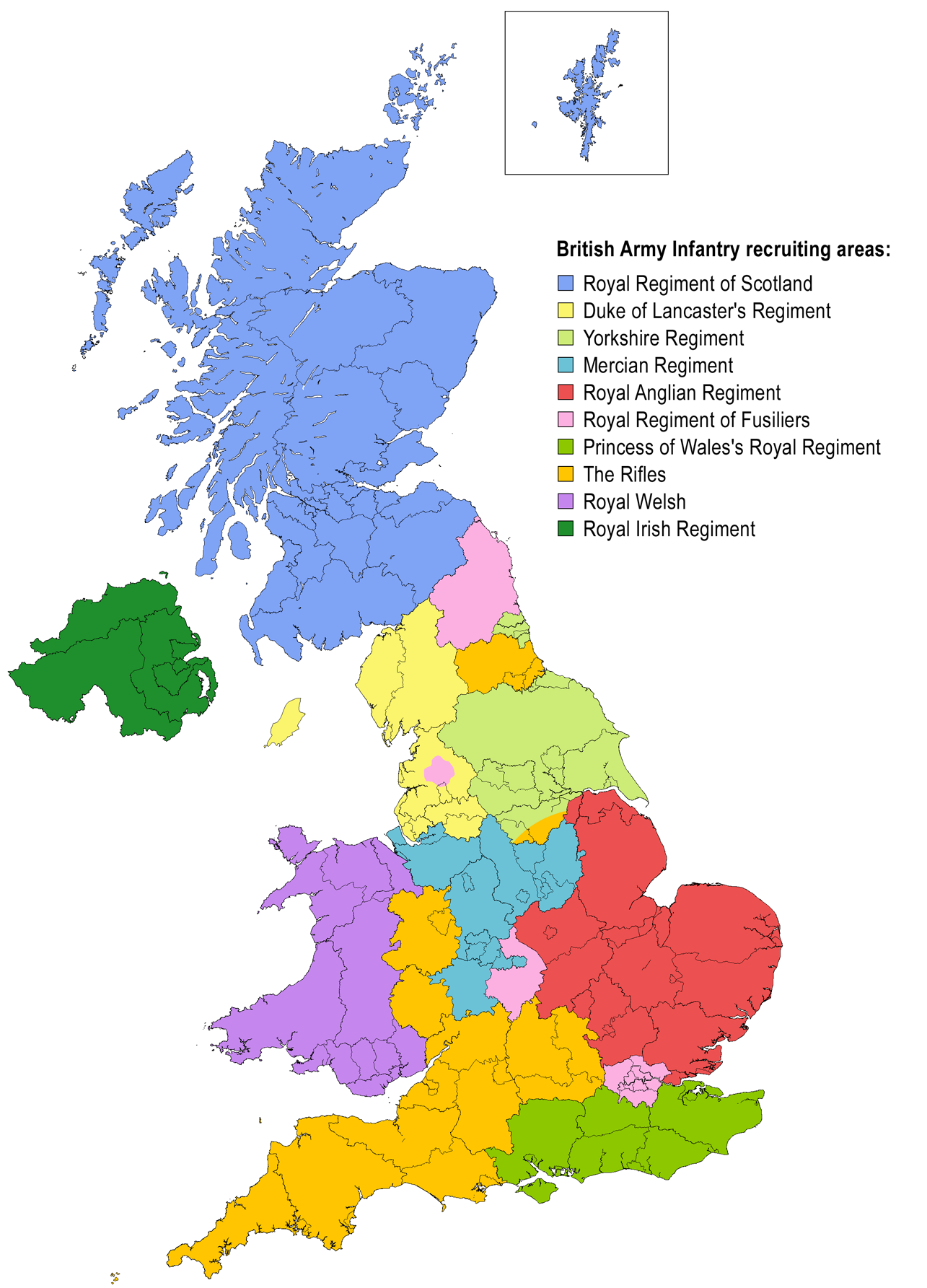
イギリス歩兵連隊の募兵地域区分。

- 近衛師団（Guards Division）
  - グレナディアガーズ（Grenadier Guards）
  - コールドストリームガーズ （Coldstream Guards）
  - スコッツガーズ Scots Guards）
  - アイリッシュガーズ （Irish Guards）
  - ウェルシュガーズ（Welsh Guards）
- スコティッシュ師団（Scottish Division）
  - ロイヤル・スコットランド連隊（Royal Regiment of Scotland）
    - 第1大隊 ロイヤル・スコッツ・ボーダーズ（Royal Scots Borderers）
    - 第2大隊 ロイヤル・ハイランド・フュージリアーズ（Royal Highland Fusiliers）
    - 第3大隊 ブラック・ウォッチ（Black Watch）
    - 第4大隊 ザ・ハイランダーズ（The Highlanders ）
    - 第5大隊 アーガイル・アンド・サザーランド・ハイランダーズ（Argyll and Sutherland Highlanders）
- キングス師団（King's Division）
  - デューク・オブ・ランカスターズ連隊（Duke of Lancaster's Regiment （King's Lancashire and Border））
    - 第1大隊 クィーンズ・ランカシャー （The Queen's Lancashire）
    - 第2大隊 キングス （The King's）

  - ヨークシャー連隊（Yorkshire Regiment （14th/15th, 19th and 33rd/76th Foot） （YORKS））
    - 第1大隊 プリンス・オブ・ウェールズ・オウン（Prince of Wales's Own）
    - 第2大隊 グリーン・ハワーズ（Green Howards）
    - 第3大隊 デューク・オブ・ウエリントン（Duke of Wellington's）
- プリンス・オブ・ウェールズ師団（Prince of Wales' Division）
  - マーシアン連隊（Mercian Regiment）
    - 第1大隊 チェシャーズ（Cheshire）
    - 第2大隊 ウースターシャー・アンド・シャーウッド・フォレスターズ（Worcestershire and Sherwood Foresters）
    - 第3大隊 スタッフォーズ（Staffords）

  - ロイヤル・ウェルシュ（Royal Welsh（R WELSH））
    - 第1大隊 ロイヤル・ウェルシュ・フュージリアーズ（Royal Welch Fusiliers）
    - 第2大隊 ロイヤル・ウェールズ連隊（Royal Regiment of Wales）
- クィーンズ師団（Queen's Division）
  - プリンセス・オブ・ウェールズ・ロイヤル連隊（Princess of Wales's Royal Regiment（Queen's and Royal Hampshires） （PWRR） ）
    - 第1大隊
    - 第2大隊

  - ロイヤル・フュージリアーズ連隊（Royal Regiment of Fusiliers）
    - 第1大隊
    - 第2大隊

  - ロイヤル・アングリアン連隊（Royal Anglian Regiment）
    - 第1大隊 ザ・バイキングス（The Vikings）
      - A中隊（ロイヤル・ノーフォーク（Royal Norfolk））
      - B中隊（サフォーク（Suffolk））
      - C中隊（エセックス（Essex））
      - D中隊（ケンブリッジシャー（Cambridgeshire））

    - 第2大隊 ザ・ポーチャーズ（The Poachers）
      - A中隊（ロイヤル・リンカーンシャー（Royal Lincolnshire））
      - B中隊（ロイヤル・レスターシャー（（Royal Leicestershire））
      - C中隊（ノーサンプトンシャー（Northamptonshire））
      - D中隊（ベッドフォードシャー・アンド・ハートフォードシャー（Bedfordshire and Hertfordshire））
- 軽師団（Light Division）
  - ザ・ライフルズ（The Rifles）
    - 第1大隊（デヴォンシャー・アンド・ドーセット連隊（Devonshire and Dorset Regiment）第1大隊とロイヤル・グロセスターシャー・バークシャー・アンド・ウィルシャー連隊（Royal Gloucestershire, Berkshire and Wiltshire Regiment）第1大隊が合併）
    - 第2大隊（元ロイヤル・グリーン・ジャケッツ（Royal Green Jackets）第1大隊）
    - 第3大隊（元ザ・ライト・インファントリー（The Light Infantry）第2大隊）
    - 第4大隊（元ロイヤル・グリーン・ジャケッツ（Royal Green Jackets）第2大隊）
    - 第5大隊（元ザ・ライト・インファントリー（The Light Infantry）第1大隊）
- 管理師団に属さない部隊
  - ロイヤル・アイリシュ連隊（Royal Irish Regiment（27th （Inniskilling） 83rd and 87th and Ulster Defence Regiment） （R IRISH））
    - 第1大隊

  - 落下傘連隊（Parachute Regiment）
    - 第1大隊（1 PARA） - 特殊部隊支援群に所属
    - 第2大隊（2 PARA）
    - 第3大隊（3 PARA）

  - ロイヤル・グルカ・ライフルズ（Royal Gurkha Rifles）
    - 第1大隊
    - 第2大隊

  - 第22SAS連隊（22 SAS）
  - レンジャー連隊
    - 第1大隊
    - 第2大隊
    - 第3大隊
    - 第4大隊

  - ロイヤル・ジブラルタル連隊（Royal Gibraltar Regiment）

### 砲兵
砲兵は、王立砲兵連隊（Royal Artillery Regiment）に所属する王立騎馬砲兵（Royal Horse Artillery）の各連隊、および第x王立砲兵連隊と番号を付して呼ばれるその他の砲兵連隊によって構成される。王立砲兵連隊は現役連隊のみでも16個連隊、非現役部隊を含めれば22個連隊もの部隊を抱える軍団規模の組織であるにもかかわらず、その名称は現在に至るまで相変わらず「連隊」のままである。
イギリスの砲兵連隊は、本部並びに3個から4個の射撃中隊及び各種支援部隊から構成されており、歩兵連隊のような大隊組織を持たない。そのためその名称は連隊ではあるが、実質的には大隊規模の組織である。
各連隊は、本土防衛・防空・全般支援（MLRSを使用）・近接支援（AS90/155mm自走砲を使用）・近接支援（L118/105mm軽榴弾砲を使用）・観測および目標捕捉・訓練の各任務に当たっている。各連隊の任務は歩兵大隊とは異なり、固定されている。
なお、王立騎馬砲兵・国王中隊（King's Troop Royal Horse Artillery）は有事の際「本土防衛」任務に就くが、平時はほぼ完全な儀仗部隊であり、式典などでQF 13ポンド砲（完全に式典用の砲であり、現代戦における兵器としての価値はまったくない）を礼砲として撃つこと及び国葬の際棺を載せた台車を牽くこと任務としている。また、何らかの理由で前述の王室騎兵乗馬連隊がロンドンに不在の場合、その交代部隊として騎兵として儀仗任務に就くこともある。

#### 現在の編制
- 王立砲兵連隊（Royal Regiment of Artillery）（軍団格）
  - 王立騎馬砲兵（Royal Horse Artillery）
    -       - 国王中隊（King's Troop, Royal Horse Artillery）（儀仗任務）

    - 第1王立騎馬砲兵連隊（1st Regiment Royal Horse Artillery）（AS-90 155mm自走榴弾砲装備）
    - 第3王立騎馬砲兵連隊（3rd Regiment Royal Horse Artillery）（AS-90 155mm自走榴弾砲装備）
    - 第7王立落下傘騎馬砲兵連隊（7th Parachute Regiment Royal Horse Artillery）（L118 105mm榴弾砲装備）

  - 王立砲兵（Royal Artillery）
    - 王立第4砲兵連隊（4th Regiment Royal Artillery（The North East Gunners）） （AS-90 155mm自走榴弾砲装備）
    - 王立第5砲兵連隊（5th Regiment Royal Artillery （The North, East & West Yorkshire Gunners） ）（監視・目標捕捉）
    - 王立第12砲兵連隊（12th Regiment Royal Artillery（The Lancashire and Cumbrian Gunners））（高射砲兵/スターストリーク地対空ミサイル装備）
    - 王立第14砲兵連隊（14th Regiment Royal Artillery）訓練・支援
    - 王立第16砲兵連隊（16th Regiment Royal Artillery（The London and Kent Gunners）） （高射砲兵/レイピア地対空ミサイル装備）
    - 王立第19砲兵連隊（19th Regiment Royal Artillery（The Highland Gunners））（AS-90 155mm自走榴弾砲装備）
    - 王立第26砲兵連隊（26th Regiment Royal Artillery（The West Midland Gunners））（AS-90 155mm自走榴弾砲装備）
    - 王立第29砲兵連隊（29th Commando Regiment Royal Artillery（The Commando Gunners））（L118 105mm榴弾砲装備）
    - 王立第32砲兵連隊（32nd Regiment Royal Artillery）（監視・目標捕捉）
    - 王立第39砲兵連隊（39th Regiment Royal Artillery（The Welsh Gunners））（MLRS装備）
    - 王立第40砲兵連隊（40th Regiment Royal Artillery（The Lowland Gunners））（AS-90 155mm自走榴弾砲装備）
    - 王立第47砲兵連隊（47th Regiment Royal Artillery（The Hampshire and Sussex Gunners））（高射砲兵/スターストリーク地対空ミサイル装備）

### 工兵
- 王立工兵隊（Royal Engineers）

### 通信
- 王立通信隊（Royal Corps of Signals）

### 陸軍航空
- 陸軍航空隊（Army Air Corps）

### 牧師
- 王立陸軍牧師部（Royal Army Chaplains' Department）

### 兵站
- 王立兵站軍団（Royal Logistic Corps）

### 医療
陸軍医療部（Army Medical Services）
- 王立陸軍医療軍団（Royal Army Medical Corps （RAMC））
- 王立陸軍歯科軍団（Royal Army Dental Corps （RADC））
- 王立陸軍獣医軍団（Royal Army Veterinary Corps （RAVC））
- アレクサンドラ王妃陸軍看護軍団（Queen Alexandra's Royal Army Nursing Corps （QARANC））

### 電子・機械技術
- 王立電子・機械技術軍団（Corps of Royal Electrical & Mechanical Engineers）

### 人事給与・訓練教育・法務・憲兵
- 陸軍副総監部（Adjutant General's Corps）
  - 憲兵総監部（Provost Branch, Adjutant General's Corps）

### 情報
- 情報軍団（Intelligence Corps）

### 軍楽隊
- 陸軍音楽軍団（Corps of Army Music）

## 国防義勇軍
国防義勇軍（Territorial Army（TA））（予備役部隊）
- 〔管理軍団：王立装甲軍団〕
  - ロイヤル・ヨーマンリー（The Royal Yeomanry）（対NBC）
  - ロイヤル・ウェセックス（The Royal Wessex Yeomanry）（主力戦車）
  - ロイヤル・メルシャンアンドランカスタリアン・ヨーマンリー（The Royal Mercian and Lancastrian Yeomanry）（主力戦車）
  - クィーンズオウン・ヨーマンリーThe Queen's Own Yeomanry）（偵察）
- 〔管理師団：近衛師団〕
  - ロンドン連隊（London Regiment）
- 〔管理師団：スコティッシュ師団〕
  -     - ロイヤル・スコットランド連隊 第6大隊 第52ローランド（52nd Lowland）
    - ロイヤル・スコットランド連隊 第7大隊 第51ハイランド・ボランティアーズ（51st Highland Volunteers）
- 〔管理師団：キングス師団〕
  -     - デューク・オブ・ランカスター連隊第4大隊 ランカスター・アンド・カンブリアンボランティアーズ（Lancastrian and Cumbrian Volunteers）〕
    - ヨークシャー連隊第4大隊 （イースト・アンド・ウエスト・ライディング連隊（East and West Riding Regiment）、タイン・ティーズ連隊（Tyne-Tees Regiment）より再編）
- 〔管理師団：プリンス・オブ・ウェールズ師団〕
  -     - マーシアン連隊第4大隊V（ウエスト・ミッドランズ連隊（West Midlands Regiment）より再編）
    - ロイヤル・ウェルシュ第3大隊
- 〔管理師団：クィーンズ師団〕
  -     - プリンセス・オブ・ウェールズ・ロイヤル連隊第3大隊
    - ロイヤル・フュージリアーズ連隊第5大隊
    - ロイヤル・アングリアン連隊第3大隊
- 〔管理師団：軽師団〕
  -     - ザ・ライフルズ 第6大隊（元ライフル・ボランティアーズ（Rifle Volunteers））
    - ザ・ライフルズ 第7大隊（元ロイヤル・ライフル・ボランティアーズ（Royal Rifle Volunteers））
- 管理師団に属さない部隊
  -     - 落下傘連隊第4大隊
    - 第21SAS連隊
    - 第23SAS連隊
    - バーミューダ連隊（Bermuda Regiment）